# Barć

Schemat barci, od góry na lewo: barć otwarta, barć zamknięta, przekrój pionowy, przekrój poziomy

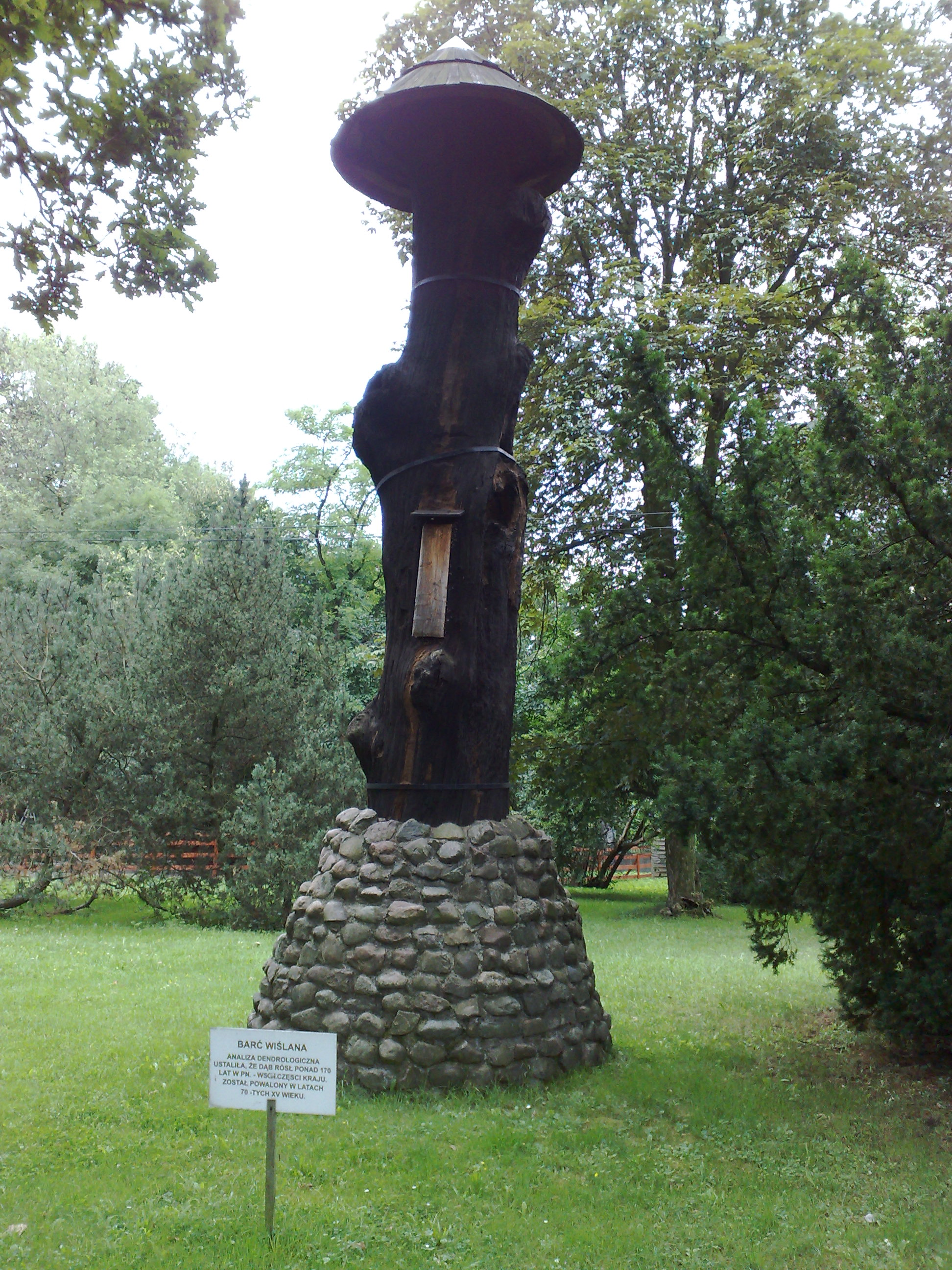
Barć w Swarzędzu

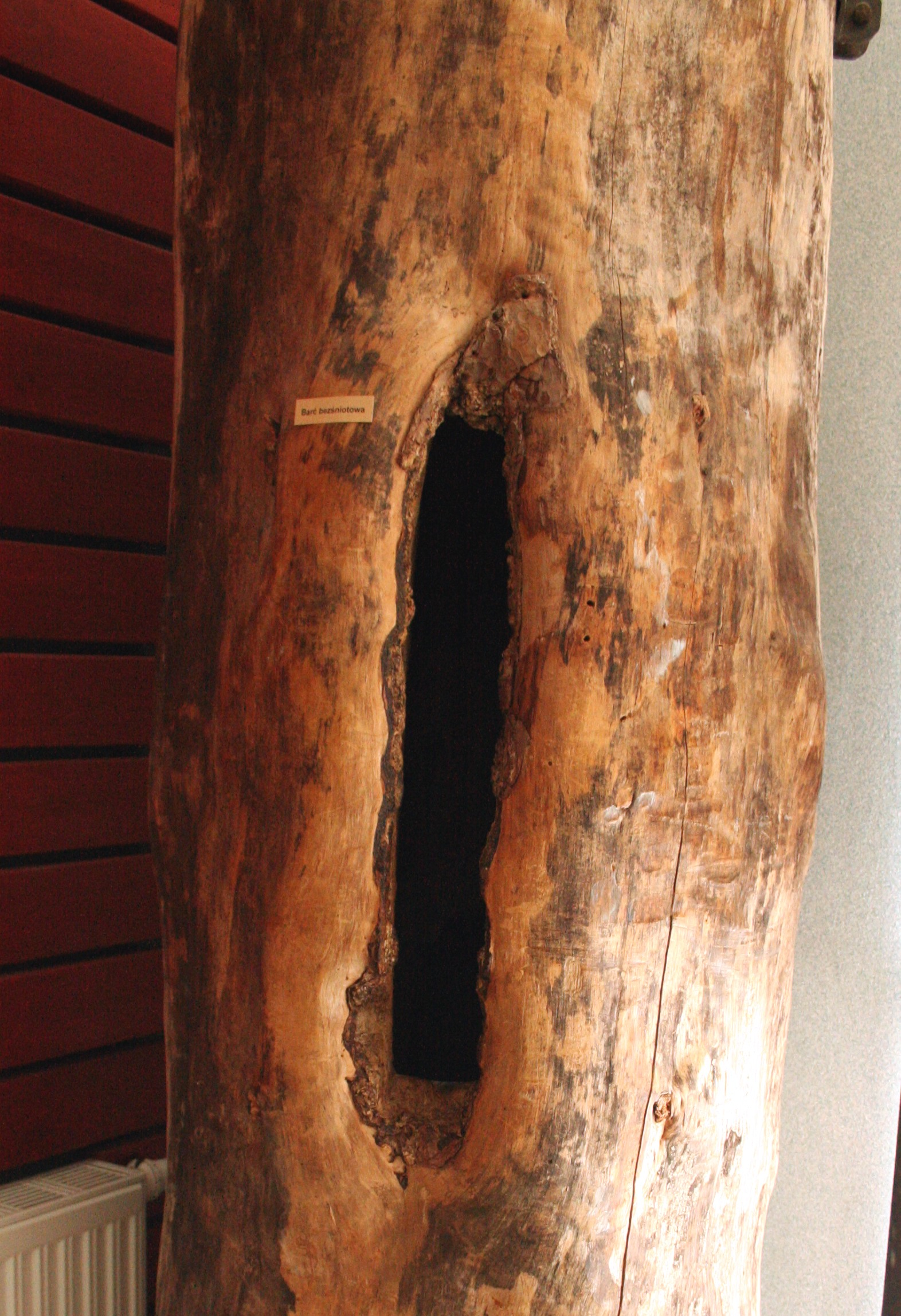
Barć w muzeum, Białowieża

Barć – wydrążona w celach hodowli pszczół komora wewnątrz pnia rosnącego drzewa. Barcie lokowano przeważnie na dębach i sosnach, rzadziej grabach, bukach czy lipach. Wykorzystywano naturalne dziuple, jednak najczęściej były one specjalnie drążone (dziane). Barć mogła mieć kształt cylindryczny, trapezowy (w przekroju pionowym) lub „szufladowy” – zbliżony do prostopadłościanu. Dzianie barci odbywało się wiosną, do tego celu służyły między innymi topór i piesznia. W średniowieczu drążono je jak najwyżej, potem na wysokości 3–12 m. Wierzchołek drzewa obcinano dla ograniczenia naporu wiatrów i złamania. Na powstały ocios wkładano nakrywkę chroniącą przed zaciekami deszczu. Otwór barci zakrywano płaszką, w której wycinano otwór (nawet do trzech) tzw. „oko”. Najczęściej płaszki wykonane były z drewna lipowego lub niesmolnej sosny. W najprostszym przypadku brzegi płaszki opierały się na pniu barci. Dla lepszej ochrony przed czynnikami atmosferycznymi, płaszki mogły być wpuszczane do wyrównania z obwodem pnia lub nawet głębiej do wnętrza. Ciosno – osobisty znak bartnika wyciosany w barci sygnował jego własność. Dla ochrony barci przed szkodnikami np. dzięciołami od frontu nakładano śniot – wałek dębowy przecięty wzdłuż na pół. Śniot montowano na kluczach – dwóch hakowato zakończonych kołkach wbitych nad i pod barcią. W czasie pracy przy pszczołach, śniot odwieszano na specjalny, mocowany z boku kołek – hwozdownię. Dla ocieplenia barci w zimie pod śniot wkładano jedlinę. Bywały barcie bezśniotowe i wtedy jedlinę mocowano łykiem wiązanym do dwu pionowych szeregów kołeczków. Dla ochrony przed niedźwiedziami stosowano tzw. samobitnie, czyli ciężką kłodę zawieszoną na sznurze tuż obok barci. Samobitnia irytowała niedźwiedzia, co kończyło się jego nokautem.
Wewnątrz barci, w połowie wysokości zakładano krzyżaki. Dzięki temu pszczoły gospodarowały na dwu poziomach plastrów. Ułatwiało to wycinanie i odnowę plastrów co drugi rok.
Bartnicy wspinali się do barci przy pomocy powrozów, tzw. leziw, później drabin. Przed wyjęciem plastrów miodu pszczoły podkurzano przy użyciu fajek bartniczych, naczyń dymnych lub pochodni.

## Historia
W starożytnym Egipcie, starożytnej Grecji i starożytnym Rzymie pszczoły hodowano w glinianych, poziomych lub pionowych naczyniach. Na zachodzie Europy we wczesnym średniowieczu pszczelarzono w koszkach. Były to plecione ze słomy głębokie kosze ustawiane dnem do góry. W tej prymitywnej metodzie każdego roku zabijano dużą część rojów dla pozyskania miodu i wosku.
Na terenach Polski i dalej na wschód w tym okresie pszczelarzono w barciach – w owym czasie większość tych terenów pokrywała puszcza. Gospodarka w barciach różniła się zasadniczo od rabunkowej techniki stosowanej w koszkach. Bartnik dbał, aby roje zimowały w niezmniejszonej liczbie.
Około 150 roku plemiona słowiańskie zajmowały tereny wschodniej Europy począwszy od rzeki Łaby.
Granicy pomiędzy pszczelarstwem w koszkach a pszczelarstwem w barciach i kłodach upatruje się właśnie na rzece Łabie. Z terenów między Łabą a Odrą pochodzą dwie kłody. Jedna z nich, znaleziona w Orenburgu (północno-zachodnia Saksonia), datowana jest na okres 100–200 r., gdyż znaleziono wewnątrz niej ceramikę z tamtego okresu. Komora tej kłody ma wymiar 1 m wysokości i 31 do 44 cm średnicy. Tuż nad dnem znajduje się pozioma szczelina, która mogła być wylotem. Kłoda ta znajduje się w Rastede, Saksonia.
Druga kłoda, datowana na lata 400–500, została znaleziona w trzech kawałkach w bagnach koło Vehne-Moor – 25–30 km od Oldenburga i Gristede. Również ta kłoda ma komorę wysokości około 1 m i średnicy 30 cm, ma jednak dwa otwory, jeden pośrodku, drugi w jednej czwartej wysokości jako wyloty. Nakrycie ula przymocowane było drewnianymi kołkami. Znaleziono też pozostałości plastrów woskowych i wierzbowych prętów, na których te plastry były zawieszone.
W muzeum im. Jana Dzierżona w Kluczborku znajduje się tzw. barċ odrzańska, dębowa kłoda z wyciętą barcią. Kłodę tę wydobyto z dna Odry w 1901 roku. Datowana jest na X wiek.